# 傑西
傑西（日语： Jesse，1996年6月11日—）是日本偶像，傑尼斯事務所旗下團體SixTONES的成員，美日混血兒，血型是O型，身高184cm。於2020年1月22日正式發行單曲出道。
舊藝名為路易斯‧傑西（ルイス・ジェシー/Lewis Jesse），後來傑尼斯事務所社長Johnny喜多川認為此藝名不容易記，將其改成傑西。
是團內center並與京本大我共同擔任主唱。

## 簡歷
- 畢業於立川市立立川第二中學校
- 2006年9月加入傑尼斯事務所
- 父親是美國人，母親是日本人。與Hey! Say! JUMP的成員伊野尾慧有遠親關係[2]。
- 曾屬於主要經營童星領域的Sugar&Spice事務所。於2006年[3]被當時為小傑尼斯的祖兒・班尼（ジョーイ・ベニー）邀請加入傑尼斯事務所[4]，同年成為小傑尼斯。
- 以參演2013年1月開播的連續劇《古書堂事件手帖》為契機，把藝名改為「傑西」。
- 憧憬的前輩是SMAP的木村拓哉及KinKi Kids的堂本剛[5]。

## 參與組合

### Joey Team
（2006年7月 - 2007年）
- 於2006年7月與祖兒・班尼（ジョーイ・ベニー）、渡邊大輝及Adam（アダム）組成Joey Team。

### Johnny International
（2007年夏 - 2007年末）
- 作為Johnny Universal及Joey Team的後繼組合，於2007年夏天組合。
- 成員有傑西、山倉沙瑠芙、渡邊大輝、祖兒・班尼（ジョーイ・ベニー）、佩恩・但丁・将之介（ペイン・ダンテ・将之介）、遠藤洋典、卡姆・凱德（カミュー・ケイド）、安德森・凱西（アンダーソン・ケイシー）、韋斯利・梅西（ウェスリー・マッシー）
- 於2007年尾自然消失

### Hip Hop Jump
（2008年7月 -2011年11月）
- 2008年11月於「A.B.C-Z & Kis-My-Ft2 first concert」上，從A.B.C-Z的歌曲｢Vanilla｣伴舞團被選出，成員有森田美勇人、田中樹、萩谷慧悟及卡姆凱德（カミューケイド）
- 2009年3月16日傑西退出，組合於4月消失
- 2009年6月7日在東京國際論壇參行的Jr Concert上重新組合，但當時傑西並沒有重新加入，取代的是大森隼，但很快便退出組合
- 2009年7月卡姆凱德（カミューケイド）退出事務所，而森田美勇人也退出組合
- 2009年8月18日，在東京國際論壇參行的Jr Concert上，傑西及岸本慎太郎宣佈加入
- 2009年9月14日少年倶樂部上，森田美勇人重新加入组合
- 2009年秋，岸本慎太郎因為加入雪王子合唱團而退出，同年冬天森田美勇人退出
- 2010年2月7日，於日本電視台的番組「校園革命」裡OA「羅密歐與朱麗葉」裡重新合組，原成員有田中樹、萩谷慧悟，而新加入成員為諸星翔希、村田力斗及角井健人
- 2010年4月2日於代代木第一體育館舉行的Hey!Say!2010 TEN JUMP上，傑西重新加入
- 2010年11月26日及27日，「年末young東西歌合戦！東西Jr.選拔大集合2010！」上，今野貴之短期加入
- 2011年11月6日於「A.B.C-Z First Concert」上，傑西、田中樹、萩谷慧悟、諸星翔希及角井健人離隊

### SixTONES
（2015年5月 - ）
- 2015年5月1日，在舞台劇「傑尼斯銀座2015」上公佈與深夜劇私立馬鹿蘭高校的另外五位參演者松村北斗、森本慎太郎、京本大我、田中樹及高地優吾組成新組合「SixTONES」。[7]

## 演出

### 電視劇
- 私立馬鹿蘭高校（2012年4月14日 － 6月30日，日本電視台） - 飾 里中由貴[8]
- 愛情種子／發芽（2012年7月7日 － 9月29日，日本電視台） - 飾 片桐隼人[9]
- THE QUIZ（2012年9月1日，日本電視台） - 主演・笠間翔太[10][11]
- 古書堂事件手帖（2013年1月14日 - 3月25日，富士電視台） - 飾 篠川文也[12]
- 假面教師（2013年7月6日 - 9月28日，日本電視台） - 飾 草薙圭吾[13]
  - 周五ROADSHOW！特別劇集企画『假面教師』（2014年2月14日，日本電視台） - 飾 草薙圭吾[14]
- 歌舞伎華之戀（2013年7月18日 - 9月19日，TBS） - 飾 坂本春彥[15]
- A.I.人工智慧男友（2013年10月13日 - 12月15日，TBS） - 飾 江戶川斗夢[16]
- 哥哥扭蛋 最終回（2015年3月29日，日本電視台） - 飾 SS級扭蛋哥哥
- 家政夫三田園 第一話（2018年4月20日，朝日電視台） - 飾 葛西雅樹
- 世界奇妙物語（富士電視台）
  - '18秋季特別篇「數學的傍晚」（2018年11月10日） - 飾 文哉
  - 夏之特別篇2024「追憶的洋館」（2024年6月8日） - 飾 星野明
- 危險的二人 -K2- 池袋署刑事課神崎·黑木（2020年9月11日 － 10月16日，TBS） - 飾 諸星一朗
- 首先出布（2022年10月28日 － 12月16日，朝日電視台） - 主演・利根川豪太
- 佔領新機場（2024年1月13日 - 3月16日，日本電視台） - 飾 鼠 / 新見大河
- Monster（2024年10月14日 - 12月23日，關西電視台・富士電視台） - 飾 杉浦義弘

### 網路劇
- 想变得危险的男人（2020年9月11日 - 10月16日、Paravi） - 主演・諸星一朗

### 電影
- 劇場版 私立馬鹿蘭高校（2012年10月13日、SHOWGATE） - 飾 里中由貴[17]
- 劇場版 假面教師（2014年2月22日、SHOWGATE） - 飾 草薙圭吾[18]
- Vanilla Boy -Tomorrow is another day-（2016年9月3日、Klock Works） - 主演・太田和毅（與松村北斗、田中樹三人共演）[19]
- 電影「少年們」（2019年3月29日、松竹） - 飾
- 電影版TOKYO MER：行動急診室（2023年4月28日、東寶） - 飾 潮見知廣[20]
- 左轮手枪莉莉（2023年8月11日、東映） - 飾
- 大小姐和看門犬（2025年3月14日、東寶） - 主演・宇藤啓彌（與福本莉子的雙主演）
- 電影版TOKYO MER：行動急診室 南海任務（2025年8月1日、東寶）- 飾 潮見知廣

### 配音
- 歡樂好聲音2（2022年3月18日公開、東寶東和） 飾 阿方索

### 綜藝節目
- R的法則（2011年12月21日 - 2016年3月28日、NHK教育頻道）
- YOUコントしちゃいなよ（2013年12月31日、富士電視台）
- ガムシャラ!（2014年4月12日 - 2016年4月2日、朝日電視台）
- 有吉ゼミ（2019年5月27日 - 、「八王子裝修系列」、日本電視台）
- オオカミ少年（2021年4月16日 - 、TBS)

### 情報節目
- スッキリ（2020年2月、日本電視台） - 「WEニュース」マンスリーMC
- ラヴィット!（2021年7月、TBS） - 7月度マンスリーゲスト

### 音樂節目
- 少年倶樂部（2006年 - 、NHK BS Premium）
- ガムシャラJ's Party !!（2014年4月5日 - 2015年3月28日、朝視頻道）

### 廣播
- らじらー!サタデー（2018年4月14日、NHK廣播第1頻率）

### CM
- 31冰淇淋 盛夏的雪人大作戰！宣傳活動「盛裝遊行」篇（2012年7月21日 - 9月9日）
- AOKI西裝 一年生支援博覽會「入學式」篇（2014年2月6日 - ?）
- SHIDAX食品
  - 「Heart & Smile 勇氣項目2014」（2014年8月8日 - 2015年5月15日） - スペシャルサポーター
  - 「Heart & Smile 勇氣項目2015・2016」（2015年12月20日 - 2016年2月19日） - Heart & Smile大使
- 日本火腿
  - 「プルドポーク」（2021年5月14日 - ） - 與 森本慎太郎共演
  - 「シャウエッセン」（2022年11月11日 - ） - 與 森本慎太郎共演
- ECC Jr「行きましょう」篇（2022年8月17日 - ） - 與 松村北斗共演

### 舞台劇
- 新春 滝沢革命（2009年1月1日 - 27日、帝国劇場）
- PLAYZONE2009 〜太陽からの手紙〜（2009年7月11日 - 8月9日、青山劇場）
- DREAM BOYS（2009年9月4日 - 9月29日、帝国劇場）
- ABC座 星（スター）劇場（2012年2月4日 - 29日、日生劇場）
- Live House ジャニーズ銀座 [Part.1]（2013年5月10日、5月24日、6月1日 - 2日，シアタークリエ）
- ジャニーズ銀座2014[Sexy Champ]（2014年5月16日 - 18日・26日・27日、シアタークリエ）
- X'mas Show 2014（2014年11月30日 - 12月25日、大阪松竹座）
- 2015新春 JOHNNYS' World（2015年1月1日 - 1月27日、帝国劇場）
- 少年們 世界的夢…不知道戰爭的孩子們（2015年9月4日 – 9月6日、9月8日 – 20日、9月22日 - 28日，日生劇場）
- 瀧澤歌舞伎2016（2016年4月10日 - 5月15日、新橋演舞場）
- 起立鼓掌/スタンディングオベーション（2021年8月3日 - 29日、TBS赤坂ACTシアター / 9月4日 - 7日、京都劇場） - 主演・鳴島誠也
- Beetle juice（2023年8月4日 - 27日、新橋演舞場 / 9月2日 - 8日、大阪松竹座） - 主演・Beetle juice

### 演唱會
- you達の音楽大運動会（2006年9月30日 - 10月1日、国立代々木第一体育館）
- 2007年謹賀新年あけましておめでとう ジャニーズJr.大集合 日本武道館 5日間公演（2007年1月2日 - 7日、日本武道館）
- ジャニーズJr. の大冒険!'07＠メリディアン（2007年8月15日 - 24日、ホテル・グランパシフィック・メリディアン「パレロワイヤル」）
- フォーラム新記録!!ジャニーズJr.1日4公演やるぞ!コンサート（2009年6月7日、東京国際フォーラム）
- Johnny's Dome Theatre 〜SUMMARY2012〜（2012年9月8日 - 9日、Tokyo Dome City Hall）
- Fresh Johnny Jr. IN 橫濱體育館（2012年12月16日、橫濱體育館）
- Live House 傑尼斯銀座 [Part.1]（2013年5月10日 - 6月2日、THEATER CREATION）
- ガムシャラ J's Party !! Vol.1（2014年2月1日 - 2日、EX THEATER六本木）
- ガムシャラ J's Party !! Vol.2（2014年3月26日 - 28日、EX THEATER六本木）
- ガムシャラ J's Party !! Vol.3（2014年4月16日 - 17日、EX THEATER六本木）
- ガムシャラ J's Party !! Vol.4（2014年5月13日 - 14日、EX THEATER六本木）
- Live House 傑尼斯銀座 2014[Sexy Champ]（2014年5月16日 - 5月18日、THEATER CREATION）
- ガムシャラ J's Party !! Vol.5（2014年6月4日 - 5日、EX THEATER六本木）
- ガムシャラ J's Party !! Vol.6（2014年12月17日 - 18日、EX THEATER六本木）
- ガムシャラ J's Party !! Vol.8（2015年2月19日 - 21日、EX THEATER六本木）
- ガムシャラ J's Party !! Vol.9（2015年3月30日 - 4月2日、EX THEATER六本木）
- Live House 傑尼斯銀座 2015 [C組]（2015年4月30日 - 5月4日、THEATER CREATION）
- ガムシャラ! Summer Station [Team我]（2015年7月23日・24日・28日、8月8日・9日・11日・13日・14日，EX THEATER六本木）

### 模特兒
- UNIQLO FITTING
- 伊藤洋華堂
- 藤和不動産 リーデンススクエア谷塚
- 2006年秋季 兒童‧塞西爾
- 2006年冬季 武藤Cheerteam
- FINEBOY（2015年11月 - 2020年8月）
- Safari（2020年9月 - ）

## 原創歌曲
- 僕らの朝（JASRAC作品コード:208-8058-8）

作詞：京本大我、作曲：JぇSSE（傑西筆名）
- PRAY （JASRAC作品コード：1J5-6531-4）

作詞：佐藤舞花、作曲：ALBERTSSON ALBI /CHARGE KEVIN /DAICHI
- My song（JASRAC作品コード：1M3-2225-1)

作詞：JぇSSE（傑西筆名）、作曲：PALMQWIST ERIK ARVID/KVINT PETER SVEN）
- Why （JASRAC作品コード：1K3-6311-1）

作詞：傑西/京本大我、作曲：BOYES PETER /HALLGREN JON
- Mr.ズドン（JASRAC作品コード:244-7682-0）

作詞：Mr.ズドン（傑西筆名）、作曲：Mr.ズドン

## 外部連結
- Johnny's net （页面存档备份，存于）（日語）
- 傑尼斯事務所官網>SixTONES專頁 （页面存档备份，存于）
- SixTONES Official website（日語）
- ZDN Co., Ltd. / 株式会社 ZDN
- 傑西的Instagram帳戶（日語）
- 傑西在互联网电影资料库（IMDb）上的資料（英文）